# Hans Georg Lößl
Hans Georg Lößl (* 20. Oktober 1940 in Kirchheimbolanden) ist ein deutscher evangelisch-lutherischer Theologe. Er war von 1994 bis 2005 Präsident der Universität der Bundeswehr München.

## Leben
Lößl wurde als Sohn eines Theologen geboren. Er folgte seinem Vater und studierte an den Universitäten in Heidelberg, Göttingen und Mainz evangelische Theologie, Geschichte und Psychologie. Nach seiner Promotion mit einer Arbeit über Der erste Katechismus der pfälzischen Unionskirche 1821–1853 arbeitete er zunächst als Jugendpfarrer in der Pfalz. Ab 1980 diente er als Dekan des Kirchenbezirks Speyer verließ dann aber 1990 seine Landeskirche, die er als zu wenig reformwillig ansah.
Schon ab Beginn der 1980er verlagerte Lößl den Schwerpunkt seiner beruflichen Tätigkeit nach München. 1981 wurde er zum Geschäftsführenden Direktor der Münchner Volkshochschule bestellt. In dieser Position wandelte er den gemeinnützigen Verein zu einer gemeinnützigen GmbH um. Als Vertreter der Organisationen der Erwachsenenbildung gehörte er dem Rundfunkrat des Bayerischen Rundfunks von 1984 bis 1994 und von 2001 bis 2010 wieder als Vertreter der bayerischen Universitäten und Hochschulen. 1994 gab er seinen Posten in der Leitung der Volkshochschule auf, blieb aber dort Mitglied im Aufsichtsrat und Vorsitzender des Kuratoriums.
Er wechselte an die Universität der Bundeswehr München in Neubiberg und wurde dort zum 1. April 1994 Nachfolger von Rudolf Avenhaus im Amt des Präsidenten. 2005 wurde er pensioniert.
Von 1973 bis 1990 hatte er Lehraufträge an der Kirchlichen Fachhochschule Ludwigshafen und der Universität Heidelberg inne. Von 1984 bis 2001 war er erster Vorsitzender des Bayerischen Volkshochschulverbandes. Lößl war seit 2003 Mitglied des Hochschulrates der Hochschule Landshut und von 2007 bis 2015 Vorsitzender. Von 2007 bis 2011 war er auch Vorsitzender des Hochschulrates der Otto-Friedrich-Universität Bamberg.

## Auszeichnungen
- 2001: Ehrendoktorwürde der Universität Pécs
- 2005: Ehrenmitglied von Universität Bayern e. V.
- 2007: Für seine Verdienste als Reformer der Volkshochschule München sowie die erfolgreiche Implementierung interdisziplinärer und internationaler Ausbildung an der Universität der Bundeswehr München in seiner Amtszeit als Präsident wurde Lößl mit dem Bundesverdienstkreuz 1. Klasse ausgezeichnet.
- 2011: Medaille München leuchtet.
- 2015: Ehrensenator der Hochschule Landshut.

## Schriften (Auswahl)
- Entwicklungen in der Erwachsenenbildung. Zum integrativen Marketingkonzept für die bayerischen Volkshochschulen und ihren Landesverband. Neckar Verlag, Villingen-Schwenningen 2000, ISBN 3-7883-0883-4.
- Der schöne Kampf um Bildung. Die Volkshochschulen und ihr Verband in Bayern 1945 bis 1960. Hampp, München u. a. 2002, ISBN 3-87988-708-X.